# 716260 Baybayan
716260 Baybayan este o planetă minoră (asteroid) din centura de asteroizi. A fost descoperită pe 30 noiembrie 2000 la Observatorul Național Kitt Peak de . 
Obiectul prezintă o orbită caracterizată de o semiaxă mare de 2,3723598326223 UAi, o excentricitate de 0,1783701540008, o înclinație de 1,8118273047872 ° în raport cu ecliptica.